# Patricia Guasp
Patricia Guasp Barrero (Palma de Mallorca, 31 de diciembre de 1977) es una jurista y expolítica española, que fue portavoz política de Ciudadanos en 2023 y miembro del Parlamento de las Islas Baleares entre 2019 y 2023, además de coordinadora autonómica del partido en las Islas Baleares.

## Biografía
Nacida el 31 de diciembre de 1977, en Palma, es licenciada en Derecho por la Universidad Complutense de Madrid y realizó un máster en Derecho de la Unión Europea en la Universidad Libre de Bruselas. Comenzó a trabajar en el Comité Europeo de las Regiones en Bruselas con prácticas remuneradas. Continuó su carrera en el departamento jurídico del Servicio de Salud de Baleares, volvió a trabajar en el ámbito de la UE como  asesora de políticas para el Parlamento Europeo y para el gobierno de las Islas Baleares y estuvo más tarde al servicio de la consultora PwC, en la que, tras un breve paréntesis de nuevo en el Gobierno balear como asesora de asuntos europeos, se integró como jurista, puesto del que está en excedencia por su dedicación a la política.
Se postuló en la lista de Ciudadanos para las elecciones autonómicas baleares de mayo de 2019 en el segundo puesto, siendo elegida por la circunscripción de Mallorca. El 28 de septiembre de 2020 fue nombrada líder de la sección regional de Ciudadanos en sustitución de Joan Mesquida.
Antes de la VI Asamblea General de Ciudadanos, anunció una lista conjunta con Adrián Vázquez como candidato a secretario general y ella misma para el cargo de portavoz político. Recibió el apoyo de varios miembros de la anterior dirección, como Inés Arrimadas, Begoña Villacís y Carlos Carrizosa. Finalmente, la lista que encabezaba resultó vencedora, por lo que Guasp se convirtió en la nueva portavoz nacional del partido. Además, dio a entender en una entrevista que se presentaría a las primarias para concurrir como cabeza de lista de Ciudadanos en las elecciones generales.
Encabezó la candidatura de Ciudadanos en las elecciones al Parlamento Balear de mayo de 2023, pero no consiguió revalidar su escaño como diputada regional.
El 20 de agosto de 2023 anunció su abandono de la actividad política.